# Nicolás I de Rostock
Nicolás, señor de Rostock, apodado el Niño (antes de 1262 - 25 de noviembre de 1314) fue un miembro de la Casa de Mecklemburgo. Fue gobernante conjunto de Rostock desde 1282 hasta 1284, y gobernante en solitario desde 1284 hasta 1312.

## Biografía
Era el hijo menor de Valdemar y su esposa Inés de Holstein-Kiel.  Sus hermanos mayores Juan y Enrique Borwin murió antes de 1285, de manera que se convirtió en gobernante único, inicialmente bajo la regencia de su madre. Después de varios intentos fallidos por el señor de Mecklemburgo y Werle, los otros dos señoríos gobernó la Casa de Mecklemburgo, para conquistar Rostock, puso su territorio bajo la protección y señorío superior feudal del rey Erico VI de Dinamarca.  Erico VI defendió Rostock con éxito; sin embargo, entonces quitó a Nicolás del poder y asumió Rostock para sí mismo.
En 1311, el señor Enrique II de Mecklemburgo lanzaron un nuevo intento para tomar la ciudad de Rostock. Tuvo éxito el 15 de diciembre de 1312.
Cuando Nicolás murió el 25 de noviembre de 1314, el señorío de Rostock inicialmente pasó a Dinamarca. Nicolás fue enterrado en el monasterio dominico de San Juan en Rostock.
Otra guerra estalló entre Dinamarca y Mecklemburgo. Enrique II conquistó el resto del señorío de Rostock. En un tratado de paz que Enrique II y el rey Cristóbal II de Dinamarca firmaron el 21 de mayo de 1323, a Enrique se le dieron los señoríos de Rostock, Gnoien y Schwaan como feudos daneses hereditarios y Rostock dejaron de existir como un principado separado.

## Matrimonio y descendencia
Nicolás estuvo comprometido para casarse varias veces. Primero con Eufemia, la hija del conde Günther de Lindow. Por consejo de Enrique II de Mecklemburgo, rompió el compromiso con Eufemia y en lugar de ello se comprometió con la cuñada de Enrique II, Beatriz, la hija del margrave Alberto III de Brandeburgo. En 1299, eventualmente se casó con Margarita, la hija del duque Boleslao IV de Pomerania-Wolgast (m. 14 de enero de 1316). Tuvieron una hija:
- Isabel, casada el 16 de febrero de 1317 con el conde Cristián de Oldemburgo-Delmenhorst. Dos de sus hijos fueron canónigos: Juan en Bremen y Colonia, y Cristián en Bremen y Osnabrück.